# Ulysse (prénom)
Pour les articles homonymes, voir Ulysse (homonymie).
Ulysse est un prénom parfois donné en référence au personnage mythologique du même nom.

## Sens et origine du nom
Le prénom Ulysse est la forme française du nom du personnage de la mythologie grecque, héros de l'Odyssée. Ulysse reflète la forme latine Ulixes, lui-même issu du grec Ὀδυσσεύς.
Selon une étymologie populaire, le sens originel du nom Ὀδυσσεύς serait « courroucé »[réf. nécessaire]. Ceci ferait référence au mythe d'Ulysse, ayant courroucé Poséidon, le Dieu grec de la mer. Cette étymologie est discutée[réf. nécessaire].

## Popularité du nom

### France
- de 1980 a 2001, environ 81 garçons ont été prénommés Ulysse en France, soit 4 par an[réf. nécessaire].

## Traductions d'Ulysse
- anglais : Ulysses
- italien : Ulisse
- russe : Одиссей
- grec ancien : Ὀδυσσεύς / Odusseus
- grec moderne : Οδυσσέας / Odhysseas

## Personnalités
- Ulysse Adjagba (1993-), basketteur français ;
- Ulysse Besnard (1826-1899), artiste français ;
- Ulysse Bozonnet (1922-2014), militaire français ;
- Ulysse Butin (1838-1883), peintre français ;
- Ulysse Chevalier (1841-1923), prêtre catholique, bibliographe et historien français ;
- Ulysse Gosset (1955-), journaliste français ;
- Ulysse S. Grant (1822-1885), général américain, 18e président des États-Unis ;
- Ulysse Hanotte (1901-1962), homme politique belge ;
- Ulysse Trélat (1795-1879), médecin et homme politique français.